# Championnat de Brunei de football 2014
Navigation
Saison précédente Saison suivante
La saison 2014 du Championnat de Brunei de football est la huitième édition du championnat national de première division à Brunei. Les dix meilleurs clubs du pays sont regroupés au sein d'une poule unique où ils s'affrontent deux fois. Les deux derniers du classement sont relégués et remplacés par les deux meilleures formations de Liga Perdana, la deuxième division brunéienne.
C'est l'Indera Football Club, tenant du titre, qui remporte à nouveau la compétition, après avoir terminé en tête du classement final, avec six points d'avance sur le MS ABDB. C'est le second titre de champion du Brunei de l'histoire du club.

## Les clubs participants
- QAF FC
- Najip FC
- Kilanas FC
- Jerudong Football Club
- LLRC FT
- Wijaya United
- Indera Sport Club
- MS ABDB
- Majra Football Club
- MS PDB

## Compétition

### Classement
Le classement est établi sur le barème de points classique (victoire à 3 points, match nul à 1, défaite à 0).
| Rang | Équipe                      | Pts | J  | G  | N | P  | Bp | Bc | Diff |
| ---- | --------------------------- | --- | -- | -- | - | -- | -- | -- | ---- |
| 1    | Indera Sport ClubT          | 43  | 16 | 14 | 1 | 1  | 51 | 14 | +37  |
| 2    | MS ABDBC                    | 37  | 16 | 12 | 1 | 3  | 44 | 18 | +26  |
| 3    | Najip Football Club         | 27  | 16 | 8  | 3 | 5  | 33 | 23 | +10  |
| 4    | MS PDB                      | 23  | 16 | 7  | 2 | 7  | 29 | 26 | +3   |
| 5    | LLRC FT                     | 23  | 16 | 6  | 5 | 5  | 34 | 35 | -1   |
| 6    | QAF FC                      | 17  | 16 | 4  | 5 | 7  | 31 | 35 | -4   |
| 7    | Wijaya United               | 14  | 16 | 4  | 2 | 10 | 25 | 49 | -24  |
| 8    | Jerudong FC                 | 12  | 16 | 2  | 6 | 8  | 24 | 42 | -18  |
| 9    | Kilanas Football Club       | 7   | 16 | 2  | 1 | 13 | 25 | 54 | -29  |
| 10   | Majra Football Club abandon | 5   | 8  | 1  | 2 | 5  | 8  | 15 | -7   |

|  | Champion de Brunei 2014                                 |
|  | Relégation en deuxième division                         |
|  | Abandon en cours de saison                              |
|  | T : Tenant du titre C : Vainqueur de la Coupe de Brunei |

## Bilan de la saison
| Championnat de Brunei de football 2014 |                              |
| Champion                               | Indera Sport Club (2e titre) |
| Coupes et trophées                     |                              |
| Vainqueur de la Coupe de Brunei 2014   | MS ABDB                      |
| Qualifications continentales           |                              |
| Coupe de l'AFC 2015                    | Aucun                        |
| Promotions et relégations              |                              |
| Promus en Brunei Super League          | Lun Bawang FC                |
| Promus en Brunei Super League          | IKLS Football Club           |
| Relégués en Liga Perdana               | Majra United (abandon)       |
| Relégués en Liga Perdana               | Kilanas Football Club        |